# Cyrtopogon africanus
Cyrtopogon africanus är en tvåvingeart som beskrevs av Ricardo 1925. Cyrtopogon africanus ingår i släktet Cyrtopogon och familjen rovflugor. Inga underarter finns listade i Catalogue of Life.